# 大隈綾子

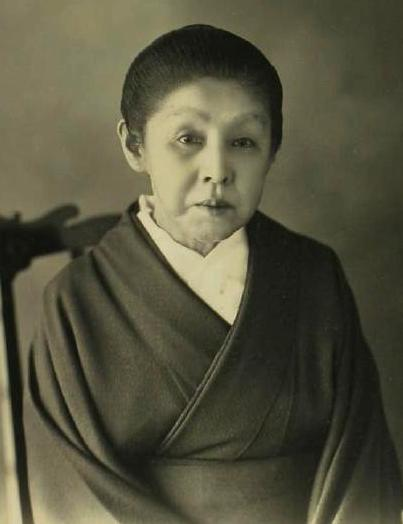
大隈綾子

大隈 綾子（おおくま あやこ、1850年11月28日〈嘉永3年10月25日〉 - 1923年〈大正12年〉4月28日）は、大隈重信の2番目の妻である。50年以上にわたって夫を助け、賢妻の誉れ高かった。江藤新平の遺児の新作や従兄の小栗忠順の遺した国子を育てたことも知られる。旧姓は三枝。兄に小倉鉄道取締役を務めた三枝竜之介守富がある。

## 略歴
1850年（嘉永3年）、800石取りの旗本・三枝七四郎頼永の次女として江戸に生まれる。幼少時に父母を亡くし、兄の三枝竜之介とともに母方の伯父にあたる小栗忠高方に身を寄せて駿河台で育った。明治維新によって小栗家は困窮し、同じく士族の出自で、のちに井上馨の妻となる岩松武子とともに綾子は茶屋奉公をしていたとも言われている。このころまでに父親を亡くしている。
18歳のとき高村東雲の媒酌で大工棟梁の養子の柏木貨一郎と縁組した。柏木は神田和泉橋の老舗の糸屋「辻屋」の次男で資産家であった。結婚しても夫婦間が疎遠なまま、ほどなく両家の話し合いにより離縁となる。1869年（明治2年）、20歳で大隈重信と結婚（重信も再婚）。結婚後は常に重信に付き添い、生涯仲睦まじい夫婦として知られた。
綾子は見かけは無口で控え目だったが、度量が大きく几帳面で、気前がよく義侠心に富み、負けず嫌いだった。非常に行儀がよいのはいかにも旗下の娘らしく、寝台列車でも横にならずに椅子に座ったまま過ごすほどで、その気丈な性格から、目下の者には気難しいわがまま者と見られていた。「大隈を一人にすると失敗する」と言って常に同行しており、家庭は重信も逆らえないかかあ天下と噂されたものの、重信自身に「うちの番頭」と呼ばれ信頼されていた。早稲田一帯の土地を購入したのも綾子の独断だった。人に贈り物をしたり、もてなしたり儀式ばったことを好み、社交に熱心で金に糸目をつけなかった。親密な集まりにとどまらず大小の園遊会をしばしば開き、大邸宅を構えても自分たちは10畳2間に暮らし、他はすべて客に提供して「世界の客間」と呼ばれた。
明治十四年の政変（1881年）で重信が参議を免官されると経済的に困窮したが、節約と土地の売り喰いで重信を支えた。1889年（明治22年）に重信が襲撃され、片足を手術で切断された際にも毅然として対処し、文字どおり杖となって重信を支えた。1896年（明治29年）、重信は尾崎行雄から第2次松方内閣組閣への参加を頼まれたが、松方らの無能ぶりに呆れて断った。これを尾崎が綾子に進言したところ、｢私に任せてください」と奥へ行ってしばらくすると、「大隈が承諾しました」と戻ってきた。重信は一度腹を決めたら人の言うことをやすやすと聞きはしない。そう承知していた尾崎は、綾子の「魔力」に驚いたという。
綾子は1893年（明治26年）に雲照が夫人正法会の機関誌『法の母』（のり の はは）を始めると、毛利安子（公爵毛利元徳夫人）、蜂須賀随子（侯爵蜂須賀茂韶夫人）、井上武子（伯爵井上馨夫人）ら発起人に加わった。1901年（明治34年）に発起人の一人として愛国婦人会を立ち上げる。
重信が政界を引退すると再び経済的に困窮し、1909年（明治42年）には町田忠治らの手で資産の大整理が行なわれ、かつて世話を受けて成功した者たちから集めた寄付金を生活費にあてた。1922年（大正11年）に重信が亡くなると、大隈邸の東側に新築し、重信の前妻の娘である熊子と同居した。綾子は熊子を非常に頼りとし、熊子も気難しい養母によく尽くした。翌年、重信のあとを追うように没した。

## 銅像問題
大正天皇即位の大典に総理の大隈重信と文相の高田早苗が列席し、早稲田大学でも慶祝行事を行ったが、総長夫人である綾子の御大礼の袴姿の銅像を校内に建てる話が進み、具体化した。ところが、そのことをかぎつけた恩賜館組（大山郁夫を主導者とする少壮教授グループ）は建設反対運動を起こした。維持員会はこれを受けて銅像を大隈庭園内に建立すると決定し、この問題については外部に漏らさぬことを約束した。しかしながら浮田和民が自らの授業で恩賜館組の活動を公然と批判したことをきっかけに、銅像問題は高田早苗前学長再任問題（早稲田騒動）へと飛び火することになる。
綾子の銅像は彫刻家朝倉文夫の作である。早稲田大学創立45周年の際（1927年＝昭和2年）、養嗣子の大隈信常（綾子の姪で養女の光子の夫）により寄贈・建立され、大隈庭園に設置された。

## 年譜
- 1850年 - 誕生。
- 1868年 - 柏木貨一郎と結婚するも、その年に離婚。

1869年 - 徴士参与職外国事務局判事の大隈重信と結婚。明治新政府に接収されていた戸川安宅の江戸屋敷跡（現・料亭「新喜楽」のある辺り）など築地に5000坪の土地を政府から賜り転居。
- 多くの食客を抱え、築地梁山泊と呼ばれる[40]。
  - 重信は7月、大蔵大輔[注釈 8]に、翌1870年には新政府参議[注釈 9]に就任。

住まいを1872年に日比谷に移転（現・有楽町1丁目、東京宝塚劇場のある一帯）。
- 重信はこの年、博覧会事務局総裁、参議兼大蔵卿（1873年）となる。

1874年 - 佐賀の乱で死刑になった江藤新平の遺児・新作を引き取る。
- 重信、台湾蕃地事務局長官を兼務[41]。

飯田町へ住まいを移す（1876年）。日比谷の自邸の戸や障子が毎晩ガタガタと鳴ることから転居を決める。
- 霊気を鎮めるため跡地に大神宮を祀るように指示。江藤新平の祟りという噂が立った[43]（のちに大神宮は現・千代田区に移転）。
  - 重信は1877年に西南戦争征討費総理事務局長官を兼務。
  - 1878年、重信の厄年[注釈 10]。
- 1880年 - 重信の連れ子の熊子、結婚[48]して南部英麿を婿養子に迎える（のちの東京専門学校の初代校長）。
  - 重信は1881年3月に国会開設意見書[49]を提出[注釈 11]、7月には明治天皇の東北巡幸に供をする[注釈 12]。明治14年（1881）9月25日（初日）の宿泊先は酒田市内の渡辺作左衛門宅[50]。

明治十四年の政変
早稲田に移転。自邸にて園遊会などをたびたび開いて多忙を極める。
- 1882年10月、東京専門学校の創設を迎える。
  - 重信は1年前の1881年10月に参議の職を解かれて下野[注釈 11]、およそ半年後（1883年3月）に立憲改進党を結成して党首となっている。
- 1885年 - 従兄小栗忠順が遺した国子（16歳）を養女にする。

1887年、伯爵夫人となる。
- 重信は伯爵位を授かる。翌1888年に伊藤内閣・黒田内閣の外務大臣に就任。

1889年10月、テロで大けがをした重信の右脚切断を決める。
- 重信は政治団体玄洋社に属する来島恒喜の爆弾テロに遭遇し重傷、12月に大臣を辞任。

1893年 - 浄土真宗夫人正法会の発起人になる。
- 1894年 - 日清戦争勃発。

1895年 - 1月、姑の三井子が逝去。義母は綾子を非常に気に入っており、嫁姑の仲は良かったと伝わる。
- 重信は1896年に第2次松方内閣の外務大臣に就任。

1898年6月、内閣総理大臣夫人になる。
- 重信は第1次大隈内閣を組閣し、日本初の政党内閣の内閣総理大臣兼外務大臣に就任。

1901年に愛国婦人会の発起人となる。
- 豊多摩郡下戸塚村の自邸が全焼[68]。

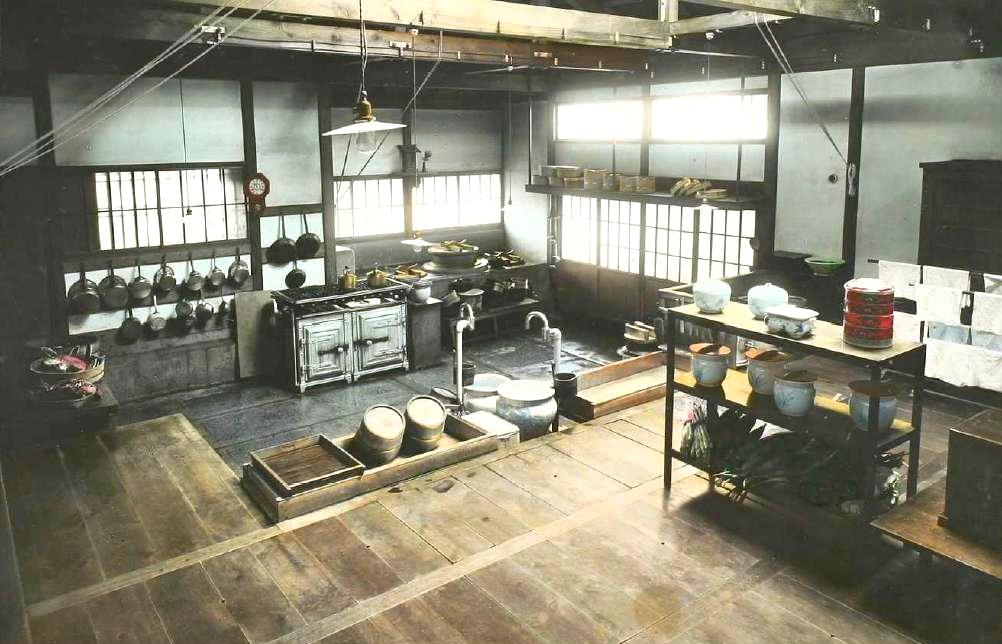
大隈新邸台所。当時、神楽坂までしか来ていなかったガスを早稲田まで引かせて、台所にガスレンジとガスかまどが置かれた。台所は25坪と広く衛生的で、ガラス窓をはめた天井から陽光が入り、当時の台所の模範とされた。

  - 東京専門学校は1902年に早稲田大学に改称。

新しい大隈邸が落成（1902年）。和館と洋館から成り、洋館の設計は保岡勝也が手がけた。。
- 長女・熊子、南部英麿と離婚する。

大隈家の養嗣子が決まる（1902年）。
- 姪・光子（綾子の兄の三女）と松浦常を結婚させて夫婦養子の縁を結ぶ[73]。常は信常と改名。
- 1904年 - 日露戦争勃発。

1907年 - 早稲田大学総長夫人。大隈邸の来客は、1912年前後に年間約2万4000人あった。
- 政界を引退した重信は早稲田大学総長に就任。白瀬矗の南極探検隊後援会長を引き受ける（1910年）。

1914年 - 4月　再び首相夫人になる。
- 重信、首相となり第2次大隈内閣を組閣。7月、第一次世界大戦勃発。

1916年 - 侯爵夫人。12月、綾子像は大学構内ではなく大隈庭園内に設置することに決定。
- 重信は侯爵位を授かり、10月に内閣を総辞職。1922年に重信85歳と死別。

1923年 - 72歳で逝去。

## 人物
- 宮武外骨は、男勝りの女性として、鳩山春子、濱尾作子、下田歌子、三輪田真佐子、棚橋絢子、毛利安子、跡見花蹊、矢嶋楫子とともに綾子の名を挙げている[79]。
- 近藤富枝は、「賢く、しかもなかなか胆のすわった女性だったらしい」と書いている[80]。
- 大隈重信のもとへ嫁ぐ前、何年にもわたって何千枚という短冊に「南無阿弥陀仏」と書いていた。この短冊の供養を頼まれた高村光雲は、全部川に流し終わるのに2時間かかったという[10]。
- 刺繍が趣味で、片時も針を手離さなかった。出来上がったものは人にあげてしまった。慈悲心に富み、服も一度着たら人にあげてしまい、貧民に金や物品を恵むだけでなく、邸内に集めて米を与えたりもした。また非常な潔癖症で、邸内にはちりひとつなく、家の中も鏡のように磨かれていた[81]。
- ダンスも洋装も嫌いだったので、鹿鳴館の夜会にも和服姿で参加していた。それを見習って、着物で来る者も増えていった[82]。
- 兄の三枝守富（さえぐさ もりとみ 1844年生）は1878年に大蔵省紙幣局内の写真撮影所で写真研究を始め、印刷局長の得能良介らの古美術調査に撮影者として参加[83][84][85]。1883年に日本発のコロタイプ印刷による『明陳賢観音画帖』を制作したほか、『国華余芳』『朝陽画帖』などの画帖を制作。のちに小倉鉄道や日本坩堝などの取締役を務めた[86]。
- 朝吹英二[87]は綾子の大のお気に入りだった[90]。

## 主な著作
- 「時報 - ○大隈三井子」『婦人弘道叢記』第4号、日本弘道会事務所、1895年1月、1コマ、20コマ、doi:10.11501/1492605、NDLJP:1492605。

## 登場する作品
テレビドラマ
- あさが来た（2015年、NHK連続テレビ小説） - 演： 松坂慶子
- 青天を衝け（2021年、NHK大河ドラマ） - 演：朝倉あき

言及された記事（主な執筆者、編者の順）
（ 1923年〈大正12年〉4月28日没）
- 高村光雲『高村光雲 幕末維新懐古談 大隈綾子刀自の思い出』。2024年12月26日閲覧。
  - 底本の親本『光雲懐古談』万里閣書房、1929-01（昭和4年）。
  - 底本：『幕末維新懐古談』岩波書店〈岩波文庫〉、1995-1-17（平成7年）。
- 『シナリオ』第19巻8（通号182）、日本シナリオ作家協会、1963年8月、43 コマ。「旗本のお嬢さんだった三枝綾子と結婚してからは全然浮いた噂がなかった。」